# Gustav Wentzel
Pour les articles homonymes, voir Wentzel.
Le peintre norvégien Gustav Nils Wentzel naquit à Christiania (aujourd’hui Oslo), le 7 octobre 1859, il mourut à Lillehammer, le 10 février 1927.

## Biographie
Cet artiste descend d'une famille de verriers de Bohème installée en Norvège en 1750. Il étudie à l'Ecole d'Art de Knud Bergslien (1879-81) et à l'École Royale de Christiania. En 1883, il est élève de Frits Thaulow, qui l’initie à la peinture de plein air. Wentzel fait un court séjour à Paris la même année et y séjourne de nouveau en 1884 en qualité d’élève de William Bouguereau, à l'Académie Julian. 
En 1888-89, Wentzel étudie avec Alfred Roll et Léon Bonnat à l'Académie Colarossi. Pendant cette période, il peint principalement des intérieurs, des figures. Ses sujets sont la bourgeoisie urbaine et les artisans dans leurs intérieurs et les studios d’artistes. Ses premières peintures comme le Petit-déjeuner I (1882), possèdent un rendu méticuleux de détail sans égal dans le naturalisme norvégien. Le travail de Wentzel adopte progressivement l’influence de la peinture française contemporaine avec une observation subtile des effets de lumière et d’atmosphère sur la couleur, comme Le Jour d’après (1883) et Petit-déjeuner II (1885). Les scènes de campagne norvégienne sont devenues plus fréquentes, comme Vieux (1888). La Danse à Setesdal (1891) représente une note plus romantique de son travail, qui prédomine au début des années 1890. Plus tard, il préfère exécuter des paysages de neige, des scènes rurales avec sujets, bien qu'il n'ait pas entretenu cette norme dans son précédent travail.